# تورپ، ناتینگهام‌شر
تورپ (به انگلیسی: Thorpe) یک روستا و محله مدنی در بریتانیا است که در نیوارک و شروود واقع شده‌است.